# 吳恆 (清朝)
吳恆（？—？），浙江仁和人，是一名清朝政治人物。拔贡出身。
吳恆曾于1885年接替楊開第任华亭县知县一职，同年由林殷臣接任。